# Pardosa ramulosa
Pardosa ramulosa är en spindelart som först beskrevs av Henry Christopher McCook 1894.  Pardosa ramulosa ingår i släktet Pardosa och familjen vargspindlar. Inga underarter finns listade i Catalogue of Life.